# Бина Харалампиева
Бина (Добрина) Харалампиева-Енева е българска театрална режисьорка. Има над 35 години професионален опит в театралната, оперната и телевизионна режисура. Реализирала е над 100 постановки на различни сцени в страната и има 20 години опит като директор на театрални институции. Постановките на Харалампиева са награждавани на престижни театрални форуми в България и са играни в Македония, Чехия, Румъния, Израел, Австрия, Германия, Англия, Босна и Херцеговина.

## Биография
Родена е в Пловдив на 13 март 1948 г. Завършва режисура за драматичен театър във ВИТИЗ през 1986 г.
В периода 1992 – 95 г. е директор на Врачанския драматичен театър, а от 1995 г. на Малък градски театър „Зад канала“.

## Постановки
1971 – 74 – Смолянски драматичен театър
- „За честта на пагона“ от Камен Зидаров, първа постановка
- „Свекърва“ от Антон Страшимиров

1974 – 78 – Габровски драматичен театър
- „Цената“ от Артър Милър

1978 – 80 – Ловешки драматичен театър
- „Сами без ангели“ от Л. Жуховицки
- „104 страници за любовта“ от Е. Радзински

1980 – 87 – Димитровградски драматичен театър
- „Жестоки игри“ от Ал. Арбузов
- „Докле е младост“ от Георги Данаилов
- „Сбогуване през юни“ от Александър Вампилов
- „Земята се върти“ от Станислав Стратиев
- „Моята по-голяма сестра“ от Ал. Володин
- „Кралят се забавлява“ от Виктор Юго

1987 – 95 – Врачански драматичен театър
- „Суматоха“ от Йордан Радичков
- „Змейове“ по Петко Тодоров и Пейо Яворов
- „Венецианският търговец“ от Уилям Шекспир
- „М. Бътерфлай“ от Д. Уънг
- „Месец на село“ от Иван Тургенев
- „Праведните не закусват в петък“ от Юрий Дачев

### Гастроли
- „Последният посетител“ от В. Славкин, ДТ-Габрово
- „Кандидати на славата" по Иван Вазов, ДТ-Варна
- „Когато гръм удари“ от П. Яворов, ДТ-Пловдив
- „Спускане от връх Морган“ от А. Милър, Театър 199, София
- „Дамата с камелиите“ от Александър Дюма-син, ДТ-Плевен
- Френки и Джони" от Теренс Макнали, Театър „Възраждане“, София „Коварство и любов“ от Фридрих Шилер, ДТ-Пазарджик
- „Вчерашни целувки“ от Юрий Дачев, Сатиричен театър, София
- „Сладката птица на младостта“ от Тенеси Уилямс, Пловдивски драматичен театър
- „Скакалци“ от Ст. Л. Костов, Ловешки драматичен театър
- „Фигаро“ по „Севилският бръснар“ и „Сватбата на Фигаро“ от Пиер дьо Бомарше, Плевенски драматичен театър
- „Евроспорт“ по Георг Спиро, Сатиричен театър, София
- „Професията на г-жа Уорън“ от Бърнард Шоу, ДТ Ловеч
- „Гераците“ по Елин Пелин, ДКТ „Васил Друмев“ Шумен
- „Капан за мишки“ от Агата Кристи, театър „Възраждане“
- „Рейс“ от Станислав Стратиев, ДКТ „Васил Друмев“ Шумен
- „Шерлок Холмс или един призрак за компания“ от Юрий Дачев, театър „Възраждане“
- „Волпоне“ от Бен Джонсън, ДТ Стара Загора
- „Опасен завой“ от Джон Пристли, театър „Възраждане“
- „Господин Балкански“ от Георги Данаилов, Младежки театър
- „Гарванът“ от Калина Попянева, Театър 199
- „Златният телец“от Юрий Дачев по романа на Илф и Петров, Сатиричен театър
- „Швейк“ от Юрий Дачев по мотиви от романа „Приключенията на добрия войник Швейк през световната война“ от Ярослав Хашек, съвместен спектакъл на продуцентска къща „Арт кейс“, Съюза на артистите в България и Чешкия културен център в София
- „Казаларската царица“ от Юрий Дачев по Ив. Вазов, ДТ Стара Загора
- „Сирано дьо Бержерак“ от Едмон Ростан, Драматичен театър Русе

### Постановки в МГТ „Зад канала“
- 1995 „Лудориите на Макс и Мориц“ – Юрий Дачев
- 1996 „Ромео и Жулиета“ – Шекспир
- 1997 „Пансион за кучета“ – Юрий Дачев
- 1997 „Живият труп“ – Лев Толстой
- 1998 „Коронацията“ – Етиен Ребоденго, световна премиера във Ваймар – европейска столица на културата 1999
- 1999 „Казаларската царица“ – Юрий Дачев по Иван Вазов
- 2000 „Разбойници“ – Фридрих Шилер
- 2000 „Харолд и Мод“ – Колин Хигинс
- 2001 „Салон за плач“ – Юрий Дачев
- 2002 „Поручик Бенц“ – Юрий Дачев по Димитър Димов
- 2003 „Без Кожа“ – Теодора Димова
- 2004 „Портретът на Дориан Г. (Почтени убийства)“ – Юрий Дачев по Оскар Уайлд
- 2005 „Опечалена фамилия“ – Бранислав Нушич
- 2006 „Спи с мен“ – Ханиф Курейши
- 2008 „Шведска защита“ – Жорди Галсеран
- 2009 „Сухи сладки за черен следобед“ – Елизабет Стрикланд
- 2009 „Перла“ – Мауро Рази
- 2010 „Дама Пика“ – драматургична версия Юрий Дачев по А. С. Пушкин
- 2011 „Канкун“ –Жорди Галсеран, съвместен проект между МГТ „Зад канала“ и ДТ Пловдив
- 2012 „Златни мостове и Секвоя“ – Константин Илиев
- 2013 „Посещението на старата дама“ – Фридрих Дюренмат
- 2014 „Човекоядката“ от Иван Радоев
- 2015 „Бел Ами“ от Юрий Дачев по Ги дьо Мопасан
- 2017 „Ромул Велики“ от Фридрих Дюренмат
- 2018 „Зимата на нашето недоволство“ – драматургична версия на Юрий Дачев по Джон Стайнбек
- 2020 „Зорба“ драматургична версия Юрий Дачев по Никос Казандзакис

### Други проекти
Концерти, Телевизионен театър, Проект „Университет за зрители“, режисьор на телевизионната поредица „Университет за зрители“, телевизионна постановка на пиесата „Вчерашни целувки“ от Юрий Дачев, постановка на операта „Дон Жуан“ от Моцарт в софийската опера и балет

## Награди
- 1979 Награда за режисура – „104 страници за любовта“, ДТ-Ловеч 1987 Национална награда за режисура – „Суматоха“, ДТ-Враца
- 1993 Награда на Фестивала на малките театрални форми, Враца за режисура – „М. Бътерфлай“, ДТ-Враца
- 1996 Номинация Аскеер за режисура – „Месец на село“, ДТ-Враца
- 1998 Номинация Аскеер за режисура – „Живият труп“, МГТ „Зад канала“
- 1999 Награда на Областната управа – Шумен, Друмеви театрални празници „Нова българска драма“ за спектакъл – „Казаларската царица“, МГТ „Зад канала“
- Първа награда за режисура на МФ „Малките театрални форми“ Враца за спектакъла „Евроспорт“ по Дьорд Спиро
- Награда за най-добър сезон и мениджмънт на Министерство на културата за 2010 г.
- Наградата на София за спектакъла „Без кожа“ от Теодора Димова Наградата на МФ „Сцена на кръстопът“ – Пловдив за спектакъла „Канкун“ от Жорди Галсеран
- Награда „Залатая муза“ за режисура на спектакъла „Дама Пика“
- Наградата за театър на Столична община за 2011 г.
- Награда „Кукерикон“ за режисура на спектакъла „Господин Балкански“ от Георги Данаилов и други.
- Спектаклите „Шведска защита“ от Жорди Галсеран, „Перла“ от Мауро Рази и „Дама Пика“ по Пушкин от Юрий Дачев са в три последователни години избрани за участие в най-престижния в България Международен фестивал „Варненско лято“
- Награда „Златен век“ за цялостно творчество[3]

Многобройни участия в селекцията на МФ „Аполония“.
Спектакли на Бина Харалампиева са участвали в селекцията на зимен и летен фестивал в Сараево. Нейни спектакли са играни в Румъния, Македония, Израел и Българския културен институт в Лондон. Постановки на Бина Харалампиева са избрани за участие и в много други от най-известните български театрални фестивали.